# Ladungsmanifest
Ein Ladungsmanifest, auch Schiffsmanifest oder kurz Manifest, ist eine Liste der an Bord befindlichen Ladung, die unter anderem für die Zollabfertigung im Seeverkehr geführt wird. Es dient auch als Ausweis über die geladenen Güter im Falle einer Überprüfung eines Frachtschiffs durch ein Kriegsschiff.
Das Manifest enthält unter anderem eine Aufstellung der geladenen Güter (Menge und Verpackung) sowie Angaben zur Verladung (Verladeort, Verladedatum sowie Entladehafen oder Entladeort).

## Schiffsmanifestbei Kreuzfahrten
Bei Kreuzfahrten dient die von vielen Reedereien als Schiffsmanifest bezeichnete Liste zur Erfassung von Passagierdaten (Adressdaten, Kontaktinformationen, Passdaten usw.) für die Einschiffung und die Einreiseformalitäten in den Häfen. Die erfassten Daten werden an Bord mitgeführt und bei der Einreise in den Häfen an die dortigen Behörden weitergegeben.